# Campionati mondiali di snowboard 2023
I Campionati mondiali di snowboard 2023, 15ª edizione della manifestazione organizzata dalla Federazione internazionale sci e snowboard, si sono svolti a Bakuriani, in Georgia, dal 19 febbraio al 5 marzo.
Il programma ha incluso gare di snowboard cross, halfpipe, slopestyle, slalom parallelo, slalom gigante parallelo e big air, sia maschili che femminili, e due gare a squadre miste (una gara di snowboard cross e una di slalom parallelo).

## Programma
| Giorno      | Gara                                                | Orario (UTC+1) |
| ----------- | --------------------------------------------------- | -------------- |
| 19 febbraio | Slalom gigante parallelo - Qualificazioni femminili | 05:30          |
| 19 febbraio | Slalom gigante parallelo - Qualificazioni maschili  | 06:02          |
| 19 febbraio | Slalom gigante parallelo - Finali femminili         | 09:00          |
| 19 febbraio | Slalom gigante parallelo - Finali maschili          | 09:16          |
| 21 febbraio | Slalom parallelo - Qualificazioni femminili         | 06:15          |
| 21 febbraio | Slalom parallelo - Qualificazioni maschili          | 06:51          |
| 21 febbraio | Slalom parallelo - Finali femminili                 | 12:00          |
| 21 febbraio | Slalom parallelo - Finali maschili                  | 12:16          |
| 22 febbraio | Slalom parallelo a squadre                          | 09:25          |
| 24 febbraio | Slopestyle - Qualificazioni maschili                | 07:00          |
| 27 febbraio | Slopestyle - Qualificazioni femminili               | 07:00          |
| 27 febbraio | Slopestyle - Finali femminili                       | 10:45          |
| 27 febbraio | Slopestyle - Finali maschili                        | 12:15          |
| 1º marzo    | Halfpipe - Qualificazioni maschili                  | 06:40          |
| 1º marzo    | Snowboard cross - Finali maschili                   | 07:30          |
| 1º marzo    | Snowboard cross - Finali femminili                  | 08:05          |
| 1º marzo    | Halfpipe - Qualificazioni femminili                 | 08:40          |
| 2 marzo     | Big air - Qualificazioni maschili                   | 06:20          |
| 2 marzo     | Snowboard cross a squadre                           | 07:30          |
| 2 marzo     | Big air - Qualificazioni maschili                   | 11:30          |
| 3 marzo     | Halfpipe - Finali maschili e femminili              | 07:00          |
| 4 marzo     | Big air - Finali maschili e femminili               | 09:30          |

## Risultati

### Uomini

#### Slalom gigante parallelo
| Pos. | Atleta             | Nazione       |
| ---- | ------------------ | ------------- |
| 1    | Oskar Kwiatkowski  | Polonia       |
| 2    | Dario Caviezel     | Svizzera      |
| 3    | Alexander Payer    | Austria       |
| 4    | Benjamin Karl      | Austria       |
| 5    | Maurizio Bormolini | Italia        |
| 6    | Andreas Prommegger | Austria       |
| 7    | Kim Sang-kyum      | Corea del Sud |
| 8    | Gian Casanova      | Svizzera      |
| 9    | Fabian Obmann      | Austria       |
| 10   | Lee Sang-ho        | Corea del Sud |

#### Slalom parallelo
| Pos. | Atleta             | Nazione       |
| ---- | ------------------ | ------------- |
| 1    | Andreas Prommegger | Austria       |
| 2    | Arvid Auner        | Austria       |
| 3    | Arnaud Gaudet      | Canada        |
| 4    | Fabian Obmann      | Austria       |
| 5    | Lee Sang-ho        | Corea del Sud |
| 6    | Dario Caviezel     | Svizzera      |
| 7    | Radoslav Jankov    | Bulgaria      |
| 8    | Aaron March        | Italia        |
| 9    | Kim Sang-kyum      | Corea del Sud |
| 10   | Žan Košir          | Slovenia      |

#### Snowboard cross
| Pos. | Atleta              | Nazione     |
| ---- | ------------------- | ----------- |
| 1    | Jakob Dusek         | Austria     |
| 2    | Martin Nörl         | Germania    |
| 3    | Omar Visintin       | Italia      |
| 4    | Alessandro Hämmerle | Austria     |
| 5    | Merlin Surget       | Francia     |
| 6    | Cameron Bolton      | Australia   |
| 7    | Liam Moffatt        | Canada      |
| 8    | Adam Lambert        | Australia   |
| 9    | Éliot Grondin       | Canada      |
| 9    | Nick Baumgartner    | Stati Uniti |
| 9    | Senna Leith         | Stati Uniti |
| 9    | Leon Ulbricht       | Germania    |

#### Halfpipe
| Pos. | Atleta            | Nazione       | Punteggio |
| ---- | ----------------- | ------------- | --------- |
| 1    | Lee Chae-un       | Corea del Sud | 93.50     |
| 2    | Valentino Guseli  | Australia     | 93.00     |
| 3    | Jan Scherrer      | Svizzera      | 89.25     |
| 4    | Ruka Hirano       | Giappone      | 87.50     |
| 5    | Scotty James      | Australia     | 86.50     |
| 6    | Yūto Totsuka      | Giappone      | 85.50     |
| 7    | Kaishu Hirano     | Giappone      | 84.50     |
| 8    | Chase Josey       | Stati Uniti   | 82.25     |
| 9    | André Höflich     | Germania      | 80.75     |
| 10   | Shuichiro Shigeno | Giappone      | 40.00     |

#### Slopestyle
| Pos. | Atleta           | Nazione       | Punteggio |
| ---- | ---------------- | ------------- | --------- |
| 1    | Marcus Kleveland | Norvegia      | 87.23     |
| 2    | Ryōma Kimata     | Giappone      | 83.45     |
| 3    | Chris Corning    | Stati Uniti   | 82.18     |
| 4    | Mons Røisland    | Norvegia      | 78.90     |
| 5    | William Mathisen | Svezia        | 77.35     |
| 6    | Taiga Hasegawa   | Giappone      | 76.41     |
| 7    | Takeru Ōtsuka    | Giappone      | 71.78     |
| 8    | Brock Crouch     | Stati Uniti   | 71.63     |
| 9    | Lyon Farrell     | Nuova Zelanda | 71.28     |
| 10   | Enzo Valax       | Francia       | 70.91     |

#### Big air
| Pos. | Atleta              | Nazione     | Punteggio |
| ---- | ------------------- | ----------- | --------- |
| 1    | Taiga Hasegawa      | Giappone    | 177.25    |
| 2    | Mons Røisland       | Norvegia    | 157.25    |
| 3    | Nicolas Huber       | Svizzera    | 150.50    |
| 4    | Nicolas Laframboise | Canada      | 142.50    |
| 5    | Kristián Salač      | Rep. Ceca   | 116.50    |
| 6    | Ryōma Kimata        | Giappone    | 116.25    |
| 7    | Yang Wenlong        | Cina        | 115.25    |
| 8    | Sam Vermaat         | Paesi Bassi | 99.25     |
| 9    | Takeru Ōtsuka       | Giappone    | 99.00     |
| 10   | Samuel Jaroš        | Slovacchia  | 77.75     |

### Donne

#### Slalom gigante parallelo
| Pos. | Atleta              | Nazione  |
| ---- | ------------------- | -------- |
| 1    | Tsubaki Miki        | Giappone |
| 2    | Daniela Ulbing      | Austria  |
| 3    | Aleksandra Król     | Polonia  |
| 4    | Lucia Dalmasso      | Italia   |
| 5    | Annamari Danča      | Ucraina  |
| 6    | Claudia Riegler     | Austria  |
| 7    | Julie Zogg          | Svizzera |
| 8    | Sabine Schöffmann   | Austria  |
| 9    | Tomoka Takeuchi     | Giappone |
| 10   | Carolin Langenhorst | Germania |

#### Slalom parallelo
| Pos. | Atleta                     | Nazione     |
| ---- | -------------------------- | ----------- |
| 1    | Julie Zogg                 | Svizzera    |
| 2    | Ladina Jenny               | Svizzera    |
| 3    | Sabine Schöffmann          | Austria     |
| 4    | Ramona Theresia Hofmeister | Germania    |
| 5    | Cheyenne Loch              | Germania    |
| 6    | Claudia Riegler            | Austria     |
| 7    | Michelle Dekker            | Paesi Bassi |
| 8    | Lucia Dalmasso             | Italia      |
| 9    | Tsubaki Miki               | Giappone    |
| 10   | Patrizia Kummer            | Svizzera    |

#### Snowboard cross
| Pos. | Atleta             | Nazione     |
| ---- | ------------------ | ----------- |
| 1    | Eva Adamczyková    | Rep. Ceca   |
| 2    | Josie Baff         | Australia   |
| 3    | Lindsey Jacobellis | Stati Uniti |
| 4    | Manon Petit-Lenoir | Francia     |
| 5    | Chloé Trespeuch    | Francia     |
| 6    | Jana Fischer       | Germania    |
| 7    | Audrey McManiman   | Canada      |
| 8    | Lara Casanova      | Svizzera    |
| 9    | Faye Gulini        | Stati Uniti |
| 9    | Alexia Queyrel     | Francia     |
| 9    | Raffaella Brutto   | Italia      |
| 9    | Sophie Hediger     | Svizzera    |

#### Halfpipe
| Pos. | Atleta            | Nazione   | Punteggio |
| ---- | ----------------- | --------- | --------- |
| 1    | Cai Xuetong       | Cina      | 90.50     |
| 2    | Elizabeth Hosking | Canada    | 85.50     |
| 3    | Mitsuki Ono       | Giappone  | 83.00     |
| 4    | Ruki Tomita       | Giappone  | 80.75     |
| 5    | Yang Lu           | Cina      | 74.75     |
| 6    | Wu Shaotong       | Cina      | 71.75     |
| 7    | Isabelle Lötscher | Svizzera  | 64.00     |
| 8    | Berenice Wicki    | Svizzera  | 52.50     |
| 9    | Emily Arthur      | Australia | 62.25     |
| 10   | Brooke D'Hondt    | Canada    | 61.25     |

#### Slopestyle
| Pos. | Atleta               | Nazione       | Punteggio |
| ---- | -------------------- | ------------- | --------- |
| 1    | Mia Brookes          | Regno Unito   | 91.38     |
| 2    | Zoi Sadowski-Synnott | Nuova Zelanda | 88.78     |
| 3    | Miyabi Onitsuka      | Giappone      | 83.05     |
| 4    | Tess Coady           | Australia     | 82.85     |
| 5    | Mari Fukada          | Giappone      | 78.76     |
| 6    | Reira Iwabuchi       | Giappone      | 75.31     |
| 7    | Anna Gasser          | Austria       | 71.08     |
| 8    | Jasmine Baird        | Canada        | 69.65     |
| 9    | Emeraude Maheux      | Canada        | 68.38     |
| 10   | Melissa Peperkamp    | Paesi Bassi   | 67.35     |

#### Big air
| Pos. | Atleta              | Nazione     | Punteggio |
| ---- | ------------------- | ----------- | --------- |
| 1    | Anna Gasser         | Austria     | 162.50    |
| 2    | Miyabi Onitsuka     | Giappone    | 161.25    |
| 3    | Tess Coady          | Australia   | 153.25    |
| 4    | Laurie Blouin       | Canada      | 148.25    |
| 5    | Mia Brookes         | Regno Unito | 141.75    |
| 6    | Annika Morgan       | Germania    | 124.50    |
| 7    | Hinari Hasanuma     | Giappone    | 90.75     |
| 8    | Mari Fukada         | Giappone    | 21.00     |
| 9    | Vanessa Volopichová | Rep. Ceca   | 66.25     |
| 10   | Emeraude Maheux     | Canada      | 65.25     |

### Misto

#### Slalom parallelo a squadre
| Pos. | Nazione         | Atleti                                       |
| ---- | --------------- | -------------------------------------------- |
| 1    | Italia 2        | Aaron March Nadya Ochner                     |
| 2    | Austria 1       | Andreas Prommegger Sabine Schöffmann         |
| 3    | Svizzera 1      | Dario Caviezel Julie Zogg                    |
| 4    | Italia 1        | Maurizio Bormolini Lucia Dalmasso            |
| 5    | Austria 3       | Fabian Obmann Daniela Ulbing                 |
| 6    | Austria 2       | Arvid Auner Claudia Riegler                  |
| 7    | Germania 1      | Stefan Baumeister Ramona Theresia Hofmeister |
| 8    | Polonia 1       | Oskar Kwiatkowski Aleksandra Król            |
| 9    | Svizzera 2      | Gian Casanova Ladina Jenny                   |
| 10   | Corea del Sud 1 | Lee Sang-ho Jeong Hae-rim                    |

|  | Ottavi di finale | Ottavi di finale |            |       | Quarti di finale          | Quarti di finale          |  |  | Semifinali | Semifinali |  |  | Finale | Finale |
|  |                  |                  |            |       |                           |                           |  |  |            |            |  |  |        |        |
|  |                  |                  |            |       |                           |                           |  |  |            |            |  |  |        |        |
|  |                  |                  |            |       |                           |                           |  |  |            |            |  |  |        |        |
|  | Svizzera 1       |                  |            |       |                           |                           |  |  |            |            |  |  |        |        |
|  |                  |                  |            |       |                           |                           |  |  |            |            |  |  |        |        |
|  | Slovenia 1       | DNF              |            |       |                           |                           |  |  |            |            |  |  |        |        |
|  | Slovenia 1       | DNF              | Svizzera 1 |       |                           |                           |  |  |            |            |  |  |        |        |
|  |                  |                  |            |       |                           |                           |  |  |            |            |  |  |        |        |
|  |                  | Germania 1       | DNF        |       |                           |                           |  |  |            |            |  |  |        |        |
|  | Germania 1       | Germania 1       | DNF        |       |                           |                           |  |  |            |            |  |  |        |        |
|  |                  |                  |            |       |                           |                           |  |  |            |            |  |  |        |        |
|  | Stati Uniti 1    | +0"39            |            |       |                           |                           |  |  |            |            |  |  |        |        |
|  | Stati Uniti 1    | +0"39            | Svizzera 1 | +0"06 |                           |                           |  |  |            |            |  |  |        |        |
|  |                  |                  | Svizzera 1 | +0"06 |                           |                           |  |  |            |            |  |  |        |        |
|  |                  | Austria 1        |            |       |                           |                           |  |  |            |            |  |  |        |        |
|  | Polonia 1        |                  |            |       |                           |                           |  |  |            |            |  |  |        |        |
|  |                  |                  |            |       |                           |                           |  |  |            |            |  |  |        |        |
|  | Svizzera 2       | +0"87            |            |       |                           |                           |  |  |            |            |  |  |        |        |
|  | Svizzera 2       | +0"87            | Polonia 1  | +1"71 |                           |                           |  |  |            |            |  |  |        |        |
|  |                  |                  | Polonia 1  | +1"71 |                           |                           |  |  |            |            |  |  |        |        |
|  |                  | Austria 1        |            |       |                           |                           |  |  |            |            |  |  |        |        |
|  | Austria 1        |                  |            |       |                           |                           |  |  |            |            |  |  |        |        |
|  |                  |                  |            |       |                           |                           |  |  |            |            |  |  |        |        |
|  | Ucraina 1        | DNF              |            |       |                           |                           |  |  |            |            |  |  |        |        |
|  | Ucraina 1        | DNF              | Austria 1  | +0"29 |                           |                           |  |  |            |            |  |  |        |        |
|  |                  |                  | Austria 1  | +0"29 |                           |                           |  |  |            |            |  |  |        |        |
|  |                  | Italia 2         |            |       |                           |                           |  |  |            |            |  |  |        |        |
|  | Austria 3        |                  |            |       |                           |                           |  |  |            |            |  |  |        |        |
|  |                  |                  |            |       |                           |                           |  |  |            |            |  |  |        |        |
|  | Canada 1         | +3"77            |            |       |                           |                           |  |  |            |            |  |  |        |        |
|  | Canada 1         | +3"77            | Austria 3  | +0"42 |                           |                           |  |  |            |            |  |  |        |        |
|  |                  |                  | Austria 3  | +0"42 |                           |                           |  |  |            |            |  |  |        |        |
|  |                  | Italia 2         |            |       |                           |                           |  |  |            |            |  |  |        |        |
|  | Italia 2         |                  |            |       |                           |                           |  |  |            |            |  |  |        |        |
|  |                  |                  |            |       |                           |                           |  |  |            |            |  |  |        |        |
|  | Corea del Sud 1  | +0"70            |            |       |                           |                           |  |  |            |            |  |  |        |        |
|  | Corea del Sud 1  | +0"70            | Italia 2   |       |                           |                           |  |  |            |            |  |  |        |        |
|  |                  |                  |            |       |                           |                           |  |  |            |            |  |  |        |        |
|  |                  | Italia 1         | DNF        |       | Finale per il terzo posto | Finale per il terzo posto |  |  |            |            |  |  |        |        |
|  | Italia 1         | Italia 1         | DNF        |       | Finale per il terzo posto | Finale per il terzo posto |  |  |            |            |  |  |        |        |
|  |                  |                  |            |       |                           |                           |  |  |            |            |  |  |        |        |
|  | Germania 2       | +0"23            |            |       |                           |                           |  |  |            |            |  |  |        |        |
|  | Germania 2       | +0"23            | Italia 1   |       | Svizzera 1                |                           |  |  |            |            |  |  |        |        |
|  |                  |                  | Italia 1   |       | Svizzera 1                |                           |  |  |            |            |  |  |        |        |
|  |                  | Austria 2        | +3"65      |       | Italia 1                  | DNF                       |  |  |            |            |  |  |        |        |
|  | Austria 2        | Austria 2        | +3"65      |       | Italia 1                  | DNF                       |  |  |            |            |  |  |        |        |
|  |                  |                  |            |       |                           |                           |  |  |            |            |  |  |        |        |
|  | Giappone 1       | +0"43            |            |       |                           |                           |  |  |            |            |  |  |        |        |
|  | Giappone 1       | +0"43            |            |       |                           |                           |  |  |            |            |  |  |        |        |

#### Snowboard cross a squadre
| Pos. | Nazione         | Atleti                              |
| ---- | --------------- | ----------------------------------- |
| 1    | Gran Bretagna 1 | Huw Nightingale Charlotte Bankes    |
| 2    | Austria 1       | Jakob Dusek Pia Zerkhold            |
| 3    | Francia 1       | Merlin Surget Chloé Trespeuch       |
| 4    | Stati Uniti 1   | Nick Baumgartner Lindsey Jacobellis |
| 5    | Canada 1        | Éliot Grondin Audrey McManiman      |
| 6    | Svizzera 1      | Kalle Koblet Lara Casanova          |
| 7    | Stati Uniti 2   | Senna Leith Faye Gulini             |
| 8    | Francia 2       | Loan Bozzolo Manon Petit-Lenoir     |

## Medagliere
| Pos.   | Paese         | Oro | Argento | Bronzo | Totale |
| ------ | ------------- | --- | ------- | ------ | ------ |
| 1      | Austria       | 3   | 4       | 2      | 9      |
| 2      | Giappone      | 2   | 2       | 2      | 6      |
| 3      | Gran Bretagna | 2   | 0       | 0      | 2      |
| 4      | Svizzera      | 1   | 2       | 3      | 6      |
| 5      | Norvegia      | 1   | 1       | 0      | 2      |
| 6      | Italia        | 1   | 0       | 1      | 2      |
| 6      | Polonia       | 1   | 0       | 1      | 2      |
| 8      | Cina          | 1   | 0       | 0      | 1      |
| 8      | Rep. Ceca     | 1   | 0       | 0      | 1      |
| 8      | Corea del Sud | 1   | 0       | 0      | 1      |
| 11     | Australia     | 0   | 2       | 1      | 3      |
| 12     | Canada        | 0   | 1       | 1      | 2      |
| 13     | Germania      | 0   | 1       | 0      | 1      |
| 13     | Nuova Zelanda | 0   | 1       | 0      | 1      |
| 15     | Stati Uniti   | 0   | 0       | 2      | 2      |
| 16     | Francia       | 0   | 0       | 1      | 1      |
| Totale | Totale        | 14  | 14      | 14     | 42     |